# Hollands Kroon
Hollands Kroon é um município dos Países Baixos, situado na província da Holanda do Norte. Tem 662,20 km² de área e sua população em 2020 foi estimada em 48.637 habitantes.